# Llista de ministres de Treball d'Espanya
Aquesta és la llista dels ministres de Treball d'Espanya des de la seva creació en 1920 fins ara.

## Llista de ministres
| Període                                   | Inici                  | Fi                     | Nom                                     | Partit | Fotografia |
| ----------------------------------------- | ---------------------- | ---------------------- | --------------------------------------- | ------ | ---------- |
| Regnat d' Alfons XIII (1902-1923)         | 8 de maig de 1920      | 13 de març de 1921     | Carlos Cañal y Migolla (6)              |        |            |
| Regnat d' Alfons XIII (1902-1923)         | 13 de març de 1921     | 14 d'agost de 1921     | Eduardo Sanz y Escartín (6)             |        |            |
| Regnat d' Alfons XIII (1902-1923)         | 14 d'agost de 1921     | 8 de març de 1922      | Leopoldo Matos y Massieu (6)            |        |            |
| Regnat d' Alfons XIII (1902-1923)         | 8 de març de 1922      | 7 de desembre de 1922  | Abilio Calderón Rojo (12)               |        |            |
| Regnat d' Alfons XIII (1902-1923)         | 7 de desembre de 1922  | 3 de setembre de 1923  | Joaquín Chapaprieta Torregrosa (12)     |        |            |
| Regnat d' Alfons XIII (1902-1923)         | 3 de setembre de 1923  | 15 de setembre de 1923 | Luis Armiñán Pérez (12)                 |        |            |
| Dictadura de Primo de Rivera (1923-1931)  | 17 de setembre de 1923 | 21 de desembre de 1923 | Alejandro García Martín (12)            |        |            |
| Dictadura de Primo de Rivera (1923-1931)  | 21 de desembre de 1923 | 7 de febrer de 1924    | Juan Flórez Posada (12)                 |        |            |
| Dictadura de Primo de Rivera (1923-1931)  | 7 de febrer de 1924    | 3 de novembre de 1928  | Eduard Aunós Pérez (12)                 |        |            |
| Dictadura de Primo de Rivera (1923-1931)  | 3 de novembre de 1928  | 30 de gener de 1930    | Eduard Aunós Pérez (4)                  |        |            |
| Dictadura de Primo de Rivera (1923-1931)  | 30 de gener de 1930    | 18 de febrer de 1931   | Pedro Sangro y Ros de Olano (4)         |        |            |
| Dictadura de Primo de Rivera (1923-1931)  | 18 de febrer de 1931   | 14 d'abril de 1931     | Gabriel Maura Gamazo (4)                |        |            |
| II República (1931-1939)                  | 14 d'abril de 1931     | 12 de setembre de 1933 | Francisco Largo Caballero (1)           | PSOE   |            |
| II República (1931-1939)                  | 12 de setembre de 1933 | 8 d'octubre de 1933    | Ricardo Samper Ibáñez (1)               | PRR    |            |
| II República (1931-1939)                  | 8 d'octubre de 1933    | 16 de desembre de 1933 | Carles Pi i Sunyer (1)                  | ERC    |            |
| II República (1931-1939)                  | 16 de desembre de 1933 | 28 d'abril de 1934     | Josep Estadella i Arnó (1)              | PRR    |            |
| II República (1931-1939)                  | 28 d'abril de 1934     | 4 d'octubre de 1934    | Josep Estadella i Arnó (2)              | PRR    |            |
| II República (1931-1939)                  | 4 d'octubre de 1934    | 3 d'abril de 1935      | Josep Oriol Anguera de Sojo (2)         | CEDA   |            |
| II República (1931-1939)                  | 3 d'abril de 1935      | 6 de maig de 1935      | Eloy Vaquero Cantillo (2)               | PRR    |            |
| II República (1931-1939)                  | 6 de maig de 1935      | 25 de setembre de 1935 | Federico Salmón Amorín (2)              | CEDA   |            |
| II República (1931-1939)                  | 25 de setembre de 1935 | 14 de desembre de 1935 | Federico Salmón Amorín (3)              | CEDA   |            |
| II República (1931-1939)                  | 14 de desembre de 1935 | 30 de desembre de 1935 | Alfredo Martínez y García-Argüelles (3) | PLD    |            |
| II República (1931-1939)                  | 30 de desembre de 1935 | 19 de febrer de 1936   | Manuel Becerra Fernández (3)            | PC     |            |
| II República (1931-1939)                  | 19 de febrer de 1936   | 13 de maig de 1936     | Enrique Ramos y Ramos (2)               | IR     |            |
| II República (1931-1939)                  | 13 de maig de 1936     | 19 de juliol de 1936   | Joan Lluhí i Vallescà (2)               | ERC    |            |
| II República (1931-1939)                  | 19 de juliol de 1936   | 19 de juliol de 1936   | Bernardo Giner de los Ríos García (2)   | UR     |            |
| II República (1931-1939)                  | 19 de juliol de 1936   | 4 de setembre de 1936  | Joan Lluhí i Vallescà (2)               | ERC    |            |
| II República (1931-1939)                  | 4 de setembre de 1936  | 4 de novembre de 1936  | Josep Tomàs i Piera (2)                 | ERC    |            |
| II República (1931-1939)                  | 4 de novembre de 1936  | 17 de maig de 1937     | Anastasio de Gracia Villarrubia (4)     | PSOE   |            |
| II República (1931-1939)                  | 17 de maig de 1937     | 17 d'agost de 1938     | Jaume Aiguader i Miró (5)               | ERC    |            |
| II República (1931-1939)                  | 17 d'agost de 1938     | 1 d'abril de 1939      | Josep Moix i Regàs (5)                  | PSUC   |            |
| Franquisme (1936-1975)                    | 3 d'octubre de 1936    | 30 de gener de 1938    | Alejandro Gallo Artacho (6)             |        |            |
| Franquisme (1936-1975)                    | 30 de gener de 1938    | 9 d'agost de 1939      | Pedro González-Bueno y Bocos (13)       |        |            |
| Franquisme (1936-1975)                    | 9 d'agost de 1939      | 20 de maig de 1941     | Joaquín Benjumea Burín (7)              |        |            |
| Franquisme (1936-1975)                    | 20 de maig de 1941     | 25 de febrer de 1957   | José Antonio Girón de Velasco (6)       |        |            |
| Franquisme (1936-1975)                    | 25 de febrer de 1957   | 10 de juliol de 1962   | Fermín Sanz-Orrio y Sanz (6)            |        |            |
| Franquisme (1936-1975)                    | 10 de juliol de 1962   | 29 d'octubre de 1969   | Jesús Romeo Gorría (6)                  |        |            |
| Franquisme (1936-1975)                    | 29 d'octubre de 1969   | 11 de març de 1975     | Licinio de la Fuente y de la Fuente (6) |        |            |
| Franquisme (1936-1975)                    | 11 de març de 1975     | 12 de desembre de 1975 | Fernando Suárez González (6)            |        |            |
| Regnat de Joan Carles I (1975-actualitat) | 12 de desembre de 1975 | 5 de juliol de 1976    | José Solís Ruiz (6)                     |        |            |
| Regnat de Joan Carles I (1975-actualitat) | 5 de juliol de 1976    | 4 de juliol de 1977    | Álvaro Rengifo Calderón (6)             |        |            |
| Regnat de Joan Carles I (1975-actualitat) | 4 de juliol de 1977    | 28 de febrer de 1978   | Manuel Jiménez de Parga (6)             | UCD    |            |
| Regnat de Joan Carles I (1975-actualitat) | 28 de febrer de 1978   | 3 de maig de 1980      | Rafael Calvo Ortega (6)                 | UCD    |            |
| Regnat de Joan Carles I (1975-actualitat) | 3 de maig de 1980      | 9 de setembre de 1980  | Salvador Sánchez Terán (6)              | UCD    |            |
| Regnat de Joan Carles I (1975-actualitat) | 9 de setembre de 1980  | 26 de febrer de 1981   | Félix Manuel Pérez Miyares (6)          | UCD    |            |
| Regnat de Joan Carles I (1975-actualitat) | 26 de febrer de 1981   | 2 de desembre de 1981  | Jesús Sancho Rof (8)                    | UCD    |            |
| Regnat de Joan Carles I (1975-actualitat) | 2 de desembre de 1981  | 2 de desembre de 1982  | Santiago Rodríguez Miranda (9)          | UCD    |            |
| Regnat de Joan Carles I (1975-actualitat) | 3 de desembre de 1982  | 25 de juliol de 1986   | Joaquín Almunia Amann (9)               | PSOE   |            |
| Regnat de Joan Carles I (1975-actualitat) | 26 de juliol de 1986   | 2 de maig de 1990      | Manuel Chaves González (9)              | PSOE   |            |
| Regnat de Joan Carles I (1975-actualitat) | 2 de maig de 1990      | 12 de juliol de 1993   | Luis Martínez Noval (9)                 | PSOE   |            |
| Regnat de Joan Carles I (1975-actualitat) | 13 de juliol de 1993   | 5 de maig de 1996      | José Antonio Griñán Martínez (9)        | PSOE   |            |
| Regnat de Joan Carles I (1975-actualitat) | 6 de maig de 1996      | 20 de gener de 1999    | Javier Arenas Bocanegra (10)            | PP     |            |
| Regnat de Joan Carles I (1975-actualitat) | 20 de gener de 1999    | 21 de febrer de 2000   | Manuel Pimentel Siles (10)              | PP     |            |
| Regnat de Joan Carles I (1975-actualitat) | 21 de febrer de 2000   | 10 de juliol de 2002   | Juan Carlos Aparicio Pérez (10)         | PP     |            |
| Regnat de Joan Carles I (1975-actualitat) | 10 de juliol de 2002   | 17 d'abril de 2004     | Eduardo Zaplana (10)                    | PP     |            |
| Regnat de Joan Carles I (1975-actualitat) | 18 d'abril de 2004     | 12 d'abril de 2008     | Jesús Caldera (10)                      | PSOE   |            |
| Regnat de Joan Carles I (1975-actualitat) | 12 d'abril de 2008     | 20 d'octubre de 2010   | Celestino Corbacho Chaves (11)          | PSOE   |            |
| Regnat de Joan Carles I (1975-actualitat) | 20 d'octubre de 2010   | 21 de desembre de 2011 | Valeriano Gómez (11)                    | PSOE   |            |
| Regnat de Joan Carles I (1975-actualitat) | 22 de desembre de 2011 | Actualitat             | Fátima Báñez (14)                       | PP     |            |